# أبو ضباع
 مركز أبو ضباع؛ يقع جنوب منطقة المدينة المنورة وتبعد عنها 160كم. وتابع لمحافظة وادي الفرع ويبعد عنها 35 كم.

## التاريخ
منطقة أبو ضباع تقع في منبسط من الأرض، حيث يتسع الوادي بعد قرية أم العيال اتساعا كبيرا يعطي للإنسان قدرة على جنبات الوادي، وأبو ضباع بخيوفه وقراه يقع على بعد 165 كم تقريباً من المدينة المنورة، وبين أبو ضباع وأم العيال 5 كم تقريباً، حيث تقع أم العيال شمال أبي ضباع ويقع وادي الفرع في الجنوب بجانب حرة الهضبة في جهة الشرق، كما تقع القاحة في جهة الغرب من أبي ضباع، وبين أبي ضباع وأم البرك (السقيا) 56 كم تقريباً. وبينها وبين رابغ 85 كم، كما أن المسافة بين أبي ضباع والأبواء تقدر بحوالي 75 كم. وكانت أبو ضباع محطة من محطات الحجاج والقوافل على الطريق الفرعي، تسير القافلة من بئر رضوان بعد رابغ وتجعل أبي ضباع محطتها السابعة من مكة المكرمة.
وأبو ضباع عندما تطلق فإنها تعني القرية الكاملة بخيوف وعيون أبي ضباع، وهي الربض والملبنة والحديقة وعين البغالة والخواجية والناصفة والردوف ودشيشة والبعيث والحصين، علما بأن كل خيف من هذه الخيوف توجد قريته بجواره، ولا تزال آثارها موجودة.
ومما تتميز به قرية أبي ضباع سعة الأرض وكثرة الزراعة والعيون، وتضم الكثير من القرى والخويف، وخيف أبي ضباع لا تزال عينه تجري إلى اليوم وتسقي مزارع القرية.

## عيون أبي ضباع
- أبي ضباع
- الربض
- الملبنة
- الحديقة
- عين العوينة
- الخواجية
- الناصفة
- الحصين

## السكان
يبلغ عدد سكان أبي ضباع حوالي 4000 تقريبآ.

## الموقع الجغرافي
تقع جنوب منطقة المدينة المنورة بقرابة 165 كم، وهي تابعة لمحافظة وادي الفرع 50 كم.

## المناخ
تتميز المدينة المنورة بمناخ جاف، إذ يسود بها المناخ الصحراوي، والذي يتميز بالجفاف وقلة سقوط الأمطار، ودرجات حرارة عالية تتراوح بين 30° و 45° مئوية في فصل الصيف ،[55] أما في فصل الشتاء فيكون الطقس ممطراً.